# بیرینجی مایاک
بیرینجی مایاک (به لاتین: Birinci Mayak) یک منطقه مسکونی در جمهوری آذربایجان است که در شهرستان نفت‌چاله واقع شده‌است. بیرینجی مایاک ۱۰۱۵ نفر جمعیت دارد.